# L'exdona de Bradford
 L'exdona de Bradford (original: The Ex-Mrs. Bradford) és una pel·lícula estatunidenca dirigida per Stephen Roberts, estrenada el 1936 i doblada al català.

## Argument
Un metge i la seva exdona, autora de novel·les policíaques i detectiu aficionat si s'escau, investiguen sobre la mort sospitosa d'un joquei.
Al mateix temps que la parella s'enfronta a tota mena de problemes i de perills eventuals, la jove dona aprofita per intentar tornar a casar-se amb el seu ex-marit.

## Repartiment
- William Powell: Dr. Lawrence Bradford
- Jean Arthur: Paula Bradford
- James Gleason: Inspector Corrigan
- Eric Blore: Stokes
- Robert Armstrong: Nick Martel
- Lila Lee: Miss Prentiss
- Grant Mitchell: John Summers
- Erin O'Brien-Moore: Sra. Summers
- Ralph Morgan: Leroy Hutchins
- Charles Richman: M. Curtis
- Al St. John

## Galeria

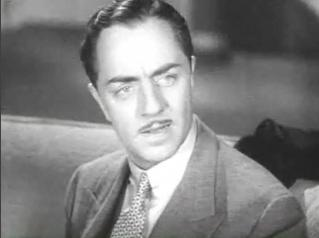
William Powell
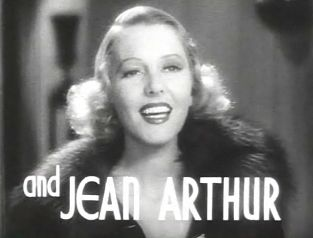
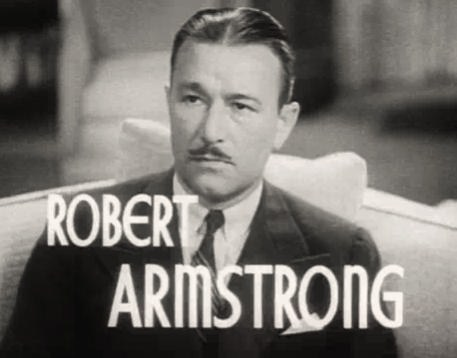